# Andrija Buvina

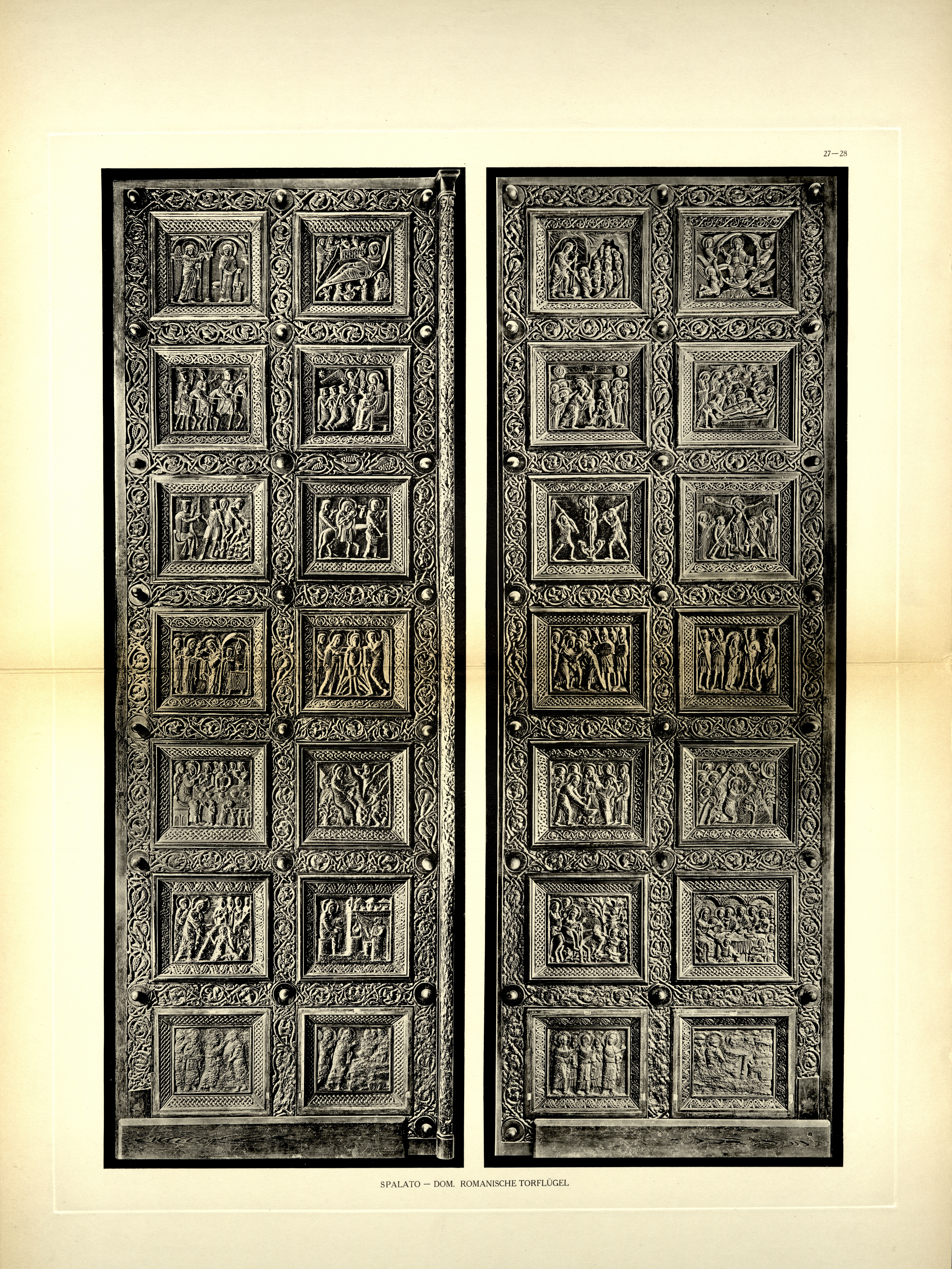
Drzwi do katedry w Splicie

Andrija Buvina – XIII-wieczny chorwacki rzeźbiarz.
Spośród jego dzieł zachowały się jedynie drewniane drzwi do katedry w Splicie. Ukończone w 1214 roku dwuskrzydłowe wrota o wymiarach 5,30×3,60 m wykonane zostały z drewna orzechowego. Na każdym ze skrzydeł znajduje się 14 kasetonów z reliefami przedstawiającymi sceny z Ewangelii od Zwiastowania do Wniebowstąpienia, otoczonych bordiurą z ornamentem roślinno-zwierzęcym. Pierwotnie reliefy pokryte były niezachowaną do czasów współczesnych polichromią. Stylistyka reliefów jest konserwatywna, utrzymana między kanonami sztuki bizantyńskiej a wpływami stylu romańskiego.